# Blastomeryx
Blastomeryx es un género extinto de "mósquido" de la familia Moschidae , endémico de América del Norte que vivió entre el Oligoceno y el Mioceno hace entre 24,8-6,3 millones de años aproximadamente. Sólo contiene una especie, Blastomeryx gemmifer.

## Morfología

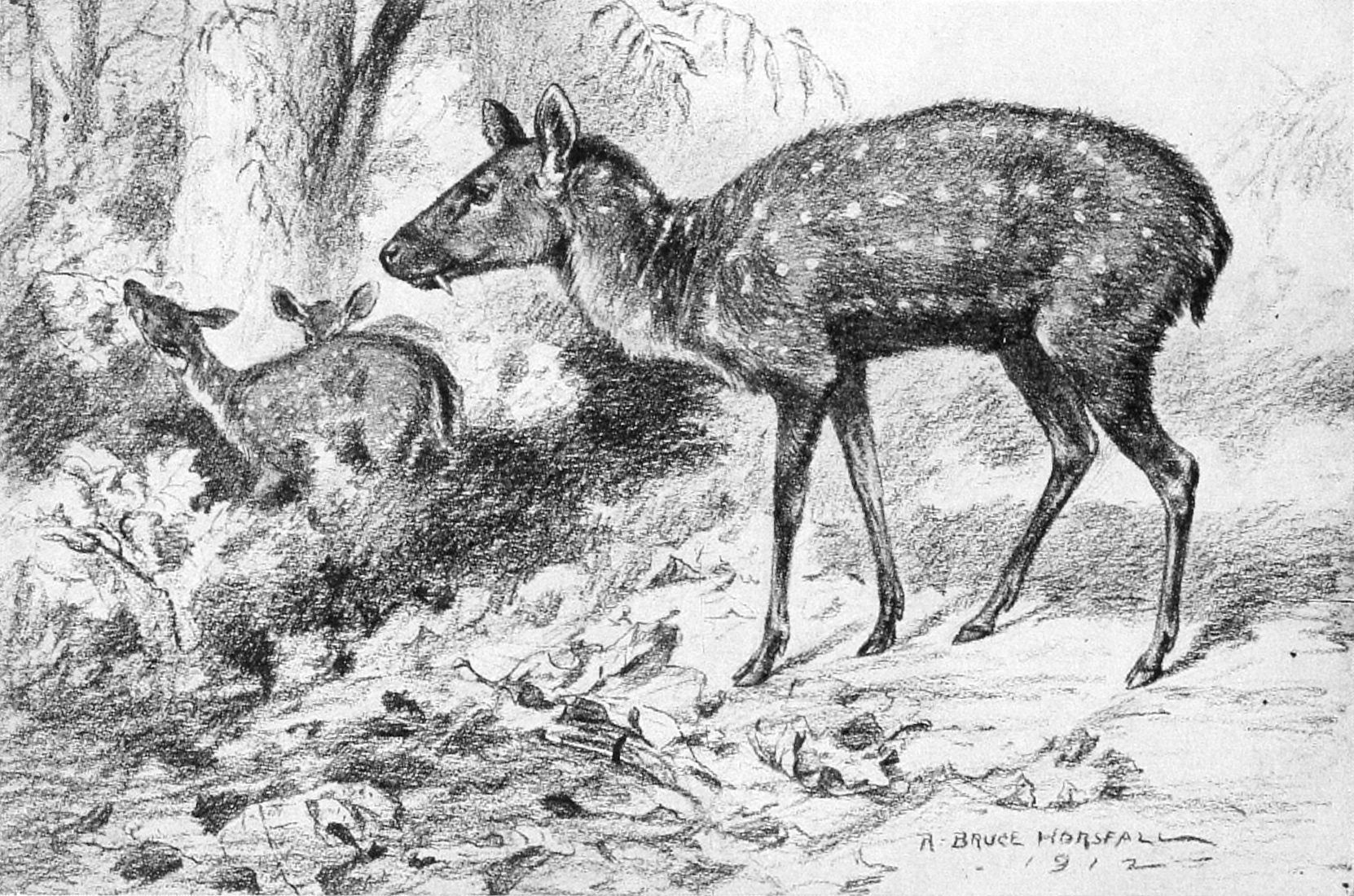
Restauración

Medía 75   cm  de largo y parecía un moderno tragúlido. Sus caninos se alargaron en colmillos que probablemente utilizó para arrancar plantas y defenderse de los depredadores. Mientras que la mayoría de las especies de Blastomeryx (así como los ciervos almizcleros modernos) carecían de astas, una especie de Mioceno tardío tenía perillas óseas en su cráneo, que han sido interpretadas como cuernos incipientes.
M. Mendoza examinó dos especímenes para averiguar su masa corporal. Se estimó que el primer espécimen pesaba 55 kg (121,3 lb). Se estimó que el segundo espécimen pesaba 16 kg (35,3 lb).